# هوارد ريتشاردز (محامي)
هوارد ريتشاردز (بالإنجليزية: Howard Richards)‏ هو محامي أمريكي، ولد في 10 يونيو 1938 في باسادينا في الولايات المتحدة.